# Franciszek Wasążnik
Franciszek Wasążnik (ur. 21 marca 1898 w Majdanie, zm. 30 marca 1992) – polski nauczyciel i działacz społeczno-polityczny, poseł na Sejm PRL II, III i IV kadencji.

## Życiorys
W 1912 rozpoczął naukę w seminarium w Siennicy, którą ukończył w 1916, podejmując pracę w Natolinie. Od 1917 do 1918 uzupełniał wykształcenie w Instytucie Pedagogicznym w Wolnej Wszechnicy Polskiej w Warszawie.
W 1915 został członkiem Polskiej Organizacji Wojskowej. W 1918 został powołany do wojska, wstąpił do Legii Akademickiej. Ukończył jako podporucznik Szkołę Podchorążych Piechoty w Warszawie. Brał udział wraz ze swoim pułkiem piechoty w walkach na froncie wschodnim (za co otrzymał Krzyż Walecznych).
Od 1922 był nauczycielem: w Osiecku, Długołęce, Chrabołach, Rogowie i Czarnej Wsi Kościelnej. W Długołęce tworzył Koło Młodzieży „Siew” i Ochotniczą Straż Pożarną. W Czarnej Wsi Kościelnej był (od 1926) kierownikiem szkoły, gdzie również organizował OSP, a także spółdzielnię „Społem” i Kasę Stefczyka. Został absolwentem Wyższego Kursu Nauczycielskiego w Państwowym Instytucie Pedagogicznym.
W latach 1927–1933 zasiadał w Powiatowej Radzie Szkolnej w Białymstoku, a także pełnił funkcję sekretarza zarządu ogniska Związku Nauczycielstwa Polskiego w Kruszynie i Czarnej Wsi. Od 1934 mieszkał w Białymstoku, skąd w 1938 przeniósł się do Łomży. Był podinspektorem tamtejszego Wydziału Oświaty Ludowej, w czasie II wojny światowej organizował w okolicach Łomży tajne nauczanie (za co otrzymał Odznakę Grunwaldzką). Po wojnie uczestniczył w organizowaniu Nauczycielskiej Spółdzielni Spożywców „Ognisko” i Nauczycielskiej Spółdzielni Księgarskiej w Łomży, był też inspektorem szkolnym powiatu łomżyńskiego. Współorganizował Nauczycielską Spółdzielnię Budowlano-Mieszkaniową. Od 1947 był nauczycielem matematyki i przedmiotów pedagogicznych w Liceum Pedagogicznym w Łomży, następnie uczył w Technikum Przemysłowo-Pedagogicznym.
Pełnił funkcje przewodniczącego Powiatowego Komitetu Frontu Jedności Narodu i prezesa zarządu Towarzystwa Wiedzy Powszechnej w Łomży. W 1957, 1961 i 1965 uzyskiwał mandat posła na Sejm PRL w okręgu Łomża, przez trzy kadencje zasiadał w Komisji Oświaty i Nauki. W latach 70. działał w Kole Sienniczan. Współorganizował Siennickie Muzeum Szkolne.
Pochowany na zabytkowym cmentarzu w Łomży.

## Ordery i odznaczenia
- Order Sztandaru Pracy II klasy
- Krzyż Komandorski Orderu Odrodzenia Polski
- Krzyż Kawalerski Orderu Odrodzenia Polski
- Złoty Krzyż Zasługi
- Krzyż Walecznych
- Krzyż za udział w Wojnie 1918–1921
- Srebrny Krzyż Zasługi (8 maja 1946)[1]
- Odznaka 1000-lecia Państwa Polskiego (1966)[2]
- Odznaka tytułu honorowego „Zasłużony Nauczyciel Polskiej Rzeczypospolitej Ludowej”
- Odznaka Grunwaldzka